# دوغلاس ألكسندر
دوغلاس غارفن ألكسندر (بالإنجليزية: Douglas Alexander) (من مواليد 26 أكتوبر 1967)، سياسي سابق في حزب العمال الإسكتلندي شغل منصب عضو في البرلمان عن دائرة بيزلي ورينفروشير الجنوبية، من 1997 إلى 2015. خلال هذا الوقت، شغل منصب وزير الخارجية عن اسكتلندا، وزير الدولة للنقل ووزير الدولة للتنمية الدولية في مجلس الوزراء برئاسة توني بلير وجوردون براون.
انتُخب ألكسندر لأول مرة لعضوية البرلمان في انتخابات فرعية في جنوب بيزلي في عام 1997. وفي عام 2001، عُيّن من قبل توني بلير ليكون وزيرًا للتجارة الإلكترونية والتنافسية في وزارة التجارة والصناعة. في عام 2002، نُقل إلى منصب وزير الدولة لمكتب مجلس الوزراء، إذ أشرف على عمل وحدة الاستراتيجية الحكومية، والمكتب المركزي للإعلام، والخدمة المدنية. في عام 2003، رُقّي إلى منصب وزير مكتب مجلس الوزراء. في عام 2004 عُيّن وزيرًا للتجارة والاستثمار والشؤون الخارجية، وعمل بشكل مشترك في وزارة الخارجية وشؤون الكومنولث ووزارة التجارة والصناعة.
في الانتخابات العامة 2005، أُلغيت دائرة بيزلي الجنوبية وانتُخب ألكسندر لتمثيل مقعد بيزلي ورينفروشاير الجنوبية. بعد الانتخابات، عُيّن ألكسندر وزير الدولة لأوروبا لحضور مجلس الوزراء خلال رئاسة المملكة المتحدة لمجلس الاتحاد الأوروبي وساهم بشكل مباشر في المفاوضات الناجحة بشأن اتفاقية الإطار المالي المتعدد. خلال هذه الفترة، أصبح ألكسندر عضوًا في مجلس الملكة الخاص. في عام 2006، عُيّن ألكسندر للعمل بشكل مشترك كوزير دولة لإسكتلندا ووزير دولة للنقل. بصفته وزير النقل، بالاشتراك مع وزير الداخلية جون ريد، قاد ألكسندر استجابة المملكة المتحدة لمؤامرة الطائرات عبر المحيط الأطلسي لعام 2006، بالعمل مع الشرطة ووكالات الاستخبارات وشركات الطيران ووزارة الأمن الداخلي الأمريكية. في عام 2007، عندما أصبح جوردون براون رئيسًا للوزراء، عين ألكسندر وزيراً للدولة للتنمية الدولية.
بعد أن خسر حزب العمال الانتخابات العامة لعام 2010، شارك ألكسندر في رئاسة حملة ديفيد ميلباند القيادية. عندما أصبح إد ميلباند زعيم الحزب، انتُخب ألكسندر في حكومة الظل وعُيّن وزير دولة الظل للعمل والمعاشات التقاعدية. شغل هذا المنصب حتى صدر تعديل وزاري عام 2011، وعُيّن وزير خارجية الظل. في أكتوبر 2013، عُيّن من قبل ميليباند كرئيس الحزب لاستراتيجية الانتخابات العامة. في عام 2015، خسر مقعده من بين 40 مقعدًا آخر في حزب العمال في اسكتلندا.

## النشأة ومهنته
وُلد ألكسندر في غلاسكو، لوالديه د. جويس ألكسندر ودوغلاس ألكسندر، كاهن في كنيسة اسكتلندا. أمضى الكثير من طفولته في بيشوبتون في رينفروشاير. التحق ألكسندر بالمدرسة المحلية في مدرسة بارك ماينز الثانوية في إرسكين، أيضًا في رينفروشاير، إذ انضم إلى حزب العمال كطالب في عام 1982.
في عام 1984 حصل على منحة دراسية اسكتلندية للالتحاق بكلية ليستر ب. بيرسون يونايتد العالمية للمحيط الهادئ في كندا، إذ حصل على دبلوم البكالوريا الدولية، وعاد إلى اسكتلندا لدراسة السياسة والتاريخ الحديث في جامعة إدنبرة. أمضى عامي 1988 و1989، من سنواته الجامعية الأربعة، في جامعة بنسلفانيا كجزء من برنامج التبادل الطلابي بين الجامعتين. عندما كان يدرس في أمريكا، عمل مع مايكل دوكاكيس خلال حملة الانتخابات الرئاسية الأمريكية عام 1988، وعمل أيضًا مع سناتور ديمقراطي في واشنطن العاصمة. تخرج من جامعة إدنبرة بدرجة أولى عام 1990.

## مهنته في السياسية

### بيرث وكينروس
بينما كان يدرس في عام 1995 وبفضل أصدقائه في حزب العمل المحلي وبدعم من المستشار جوردون براون، انتُخب ليكون مرشحًا عن حزب العمال الإسكتلندي في انتخابات بيرث وكينروس الفرعية وذلك بعد وفاة النائب نيكولاس فيربيرن.

## مناصب
- في 1997 Paisley South by-election [الإنجليزية]‏، انتخب عضو البرلمان الثاني والخمسون للمملكة المتحدة عن دائرة Paisley South (UK Parliament constituency) [الإنجليزية]‏ وقد انضم خلال فترته النيابية ‏ (6 نوفمبر 1997 – 14 مايو 2001) للكتلة البرلمانية حزب العمال.
- في الانتخابات العامة في المملكة المتحدة 2001، انتخب عضو برلمان المملكة المتحدة الـ53 عن دائرة Paisley South (UK Parliament constituency) [الإنجليزية]‏ وقد انضم خلال فترته النيابية ‏ (7 يونيو 2001 – 11 أبريل 2005) للكتلة البرلمانية حزب العمال.
- في الانتخابات العامة في المملكة المتحدة 2005، انتخب عضو برلمان المملكة المتحدة الـ54 عن دائرة بيزلي ورينفروشير الجنوبية وقد انضم خلال فترته النيابية ‏ (5 مايو 2005 – 12 أبريل 2010) للكتلة البرلمانية حزب العمال.
- في انتخابات المملكة المتحدة لعام 2010، انتخب عضو برلمان المملكة المتحدة الـ55 عن دائرة بيزلي ورينفروشير الجنوبية وقد انضم خلال فترته النيابية ‏ (6 مايو 2010 – 30 مارس 2015) للكتلة البرلمانية حزب العمال.
- انتخب عضو مجلس الشورى البريطاني.
- انتخب وزير ديوان مجلس الوزراء [الإنجليزية]‏ (13 يونيو 2003 – 8 سبتمبر 2004).
- انتخب Minister of State for Trade [الإنجليزية]‏ (8 سبتمبر 2004 – 5 مايو 2005).
- انتخب وزير الدولة لشؤون أوروبا (المملكة المتحدة) (5 مايو 2005 – 6 مايو 2006).
- انتخب وزير الدولة للنقل [الإنجليزية]‏ (6 مايو 2006 – 27 يونيو 2007).
- انتخب وزير الدولة لشؤون اسكتلندا [الإنجليزية]‏ (6 مايو 2006 – 27 يونيو 2007).
- انتخب Secretary of State for International Development  [لغات أخرى]‏ (28 يونيو 2007 – 11 مايو 2010).
- انتخب وزير ظل الدولة للتنمية الدولية [الإنجليزية]‏ (11 مايو 2010 – 8 أكتوبر 2010).
- انتخب وزير دولة - ظل - للعمل والمعاشات [الإنجليزية]‏ (8 أكتوبر 2010 – 20 يناير 2011).
- انتخب وزير ظل الدولة للخارجية [الإنجليزية]‏ (20 يناير 2011 – 11 مايو 2015).

## وصلات خارجية
- الموقع الرسمي